# Falco (croiseur)
Pour les articles homonymes, voir Falco et Ceuta.
Le Falco était un croiseur éclaireur  (puis, plus tard, un destroyer) italien, de la classe Aquila, lancé en 1916 pour la Marine royale italienne (en italien : Regia Marina).

## Conception et description
La classe Aquila mesurait 94,7 mètres avec une largeur de 9,5 m et un tirant d'eau de 3,6 m. Ils avaient des arbres jumeaux entraînés par deux turbines à vapeur Tosi, alimentées par cinq chaudières Thornycroft. Le groupe motopropulseur était conçu pour une puissance de 40 000 chevaux-vapeur (29 440 kW) pour déplacer les navires à 34,2 nœuds (63,3km/h). Les Aquila possédaient une autonomie de 1700 milles nautiques (3 150 km) à 15 nœuds (28 km/h) avec une capacité de carburant de 240 tonnes de naphte. L'équipage est de 145 officiers, sous-officiers et marins.
Les navires avaient pour armement principal 5 canons de 152/40 m. Pour leur défense antiaérienne et rapprochée, ils possédaient 2 canons Modèle 1916 de 76/40 mm et 2 mitrailleuses de 6,5 mm. Ils étaient également équipés de 2 tubes lance-torpilles jumelés de 450 mm et d'un équipement pour le transport et la pose de 68 mines marines.

## Construction et mise en service
Le Falco est construit par le chantier naval Cantieri Navali Pattison à Naples en Italie et mis sur cale le 19 août 1914. Il est lancé le 16 août 1919. Il est achevé et mis en service le 20 juin 1920. Il est commissionné le même jour dans la Regia Marina.

## Histoire de service
Commandé par la Marine militaire roumaine (en roumain : Marina militară română ou, à cette époque Forțele Navale Române)  en 1913 et mis en chantier dans le chantier Pattison à Naples en 1914, il aurait dû être nommé Viscol,.
Le 5 juin 1915, en conséquence de l'entrée de l'Italie dans la Première Guerre mondiale, l'unité est réquisitionnée par la Regia Marina et rebaptisée Falco, mais les travaux durent longtemps et ne sont achevés qu'à la fin de la guerre, en 1920.
Entre les 4 et 5 mars 1921, le Falco transporte de Civitavecchia à San Remo le roi Vittorio Emanuele III, venu dans la ville ligure pour les funérailles du roi Nicolas Ier de Monténégro, décédé au Cap d'Antibes le 1er mars 1921.
Le 16 janvier 1926, le capitaine de vaisseau (capitano di vascello) Federico Tommaso Paolini prend le commandement de l'unité, mais meurt à Gaeta le 18 avril de la même année.
En 1927, le Falco subit des modifications de son armement principal : les cinq canons de 152 mm sont retirés et remplacés par quatre canons de 120 mm.
Le 11 octobre 1937, pendant la guerre civile d'Espagne, le Falco est cédé à la marine nationaliste espagnole (Armada Española), mais le transfert n'est officialisé que le 6 janvier 1939, lorsque l'unité est rebaptisée Ceuta,. Entre-temps, en 1938, le navire est rétrogradé en destroyer. Pendant la première période de service sous pavillon espagnol, le Falco est nommé Velasco-Ceuta et équipé d'une quatrième cheminée factice, afin de pouvoir être échangé avec le seul destroyer non italien de la marine franquiste, le Velasco. Étant une vieille unité, elle était principalement employée à des tâches de vigilance et d'escorte, mais en août 1938, elle participe (avec son navire-jumeau Aquila, qui devint Melilla, et le croiseur Canarias) à l'action qui force le destroyer républicain espagnol José Luis Diaz à renoncer à atteindre Carthagène et à se replier sur Gibraltar,. Pendant l'action, le Ceuta canonne le Diaz, causant de nombreux morts et blessés à bord du navire républicain,,. Une autre action dans laquelle le Ceuta est impliqué est la capture du navire marchand français Prado, employé pour le compte des Républicains,.
Après la fin de la guerre, le Ceuta et le Melilla sont affectés à des tâches de formation.
Déclassé en 1948, le Ceuta est envoyé à la démolition.

## Sources
- (it) Cet article est partiellement ou en totalité issu de l’article de Wikipédia en italien intitulé « Falco (esploratore) » (voir la liste des auteurs).